# Photedes nigrescens
Photedes nigrescens är en fjärilsart som beskrevs av Barend J. Lempke 1965. Photedes nigrescens ingår i släktet Photedes och familjen nattflyn. Inga underarter finns listade i Catalogue of Life.